# Bothriospondylus suffossus
Bothriospondylus suffossus ("vértebra excavada socavada") es la única especie conocida del género considerado dudoso Bothriospondylus de dinosaurio saurópodo neosaurópodo que vivió a mediados del período Jurásico, hace aproximadamente 167 millones de años, en el Bathoniense, en lo que es hoy Europa. La especie tipo, Bothriospondylus suffossus, fue descrita por Richard Owen en 1875. El nombre de la especie suffossus significa "socavado" en latín, una referencia al hecho de que los pleurocelos de la columna vertebral se ahuecaban en los lados de las vértebras. Es escrito con frecuencia de manera incorrecta como "suffosus". Owen basó esta especie en el espécimen holotipo BMNH R44592-5, una colección de cuatro vértebras dorsales halladas en Wiltshire en un estrato del Kimmeridgiense, la Arcilla de Kimmeridge. También se refirieron tres vértebras del sacro sin fusionar.
Al mismo tiempo Owen nombró a otras tres especies de Bothriospondylus. B. robustus se basó en BMNH R22428, una vértebra dorsal de la misma localidad. B. elongatus se basó en una vértebra de Sussex, BMNH R2239, un sintipo original de Ornithopsis hulkei. Por último, B. magnus fue un nuevo nombre para otro sintipo de Ornithopsis hulkei Seeley 1870, el actual lectotipo NHM 28632. El propio Owen en un addendum a la misma publicación renombró a B. robustus como Marmarospondylus robustus. Friedrich von Huene en 1908 refirió el material a Pelorosaurus y en 1922 reclasificó a B. suffossus como Ornithopsis suffossa debido a que el último nombre de género tenía la prioridad. Aun así otros hallazgos fueron referidos a Bothriospondylus. Franz Nopcsa en 1902 ya lo había hecho con una vértebra hallada en Argentina a la que luego renombrada Nopcsaspondylus. Algunos hallazgos fragmentarios de Francia y dientes de Portugal le seguirían.
Material mucho más completo de Madagascar fue nombrado por Richard Lydekker en 1895 como una quinta especie: Bothriospondylus madagascariensis. Esta fue renombrada en 1986 como Lapparentosaurus por José Fernando Bonaparte.
Una revisión publicada en 2010 de Philip Mannion concluyó que Bothriospondylus es un nomen dubium. Sin embargo, un espécimen de Madagascar antes referido a Lapparentosaurus, MNHN MAJ 289, podría constituir un taxón separado que por aquel entonces fue designado como ?Bothriospondylus madagascariensis o "Bothriospondylus" madagascariensis. Un estudio anterior concluyó que esta forma poseía un número de cinco huesos carpianos, único estre los saurópodos, escalonados en tres filas.
En vida la longitud de un adulto de Bothriospondylus se ha estimado entre quince a veinte metros. Estas dimensiones caen en un rango de tamaño entre las de Brachiosaurus a las de Pleurocoelus.
Bothriospondylus ha sido asignado con los años a varios grupos de saurópodos, incluyendo a su propia familia Bothriospondylidae, y en Brachiosauridae que ha sido la designación más popular. Sin embargo, el disperso y erosionado material no muestra ninguna sinapomorfias de los Brachiosauridae y no pueden ser clasificados más allá de ser incluidos en Neosauropoda de manera muy general. ?Bothriospondylus madagascariensis podría ser un miembro basal de Eusauropoda, por fuera del clado de los neosaurópodos.